# Vegen Å
Vegen Å är ett vattendrag i Danmark.   Det ligger i Region Mittjylland, i den västra delen av landet, 250 km väster om Köpenhamn. Ån rinner upp vid orten Sørvad i norra delen av Hernings kommun och rinner norrut. Den mynnar i Storå inne i Holstebro.